# Eptesicus pachyotis
Eptesicus pachyotis é uma espécie de morcego da família Vespertilionidae. Pode ser encontrada na China (Tibete), norte da Tailândia, norte de Mianmar, noroeste da Índia e Bangladesh.